# Aedophron postnigra
Aedophron postnigra là một loài bướm đêm trong họ Noctuidae.